# سامسونگ اس‌دی‌اس
سامسونگ اس‌دی‌اس (انگلیسی: Samsung SDS) شرکت فناوری اطلاعات کره‌ای است، که در سال ۱۹۸۵ توسط گروه سامسونگ تأسیس شد.